# Before
«Before» (с англ. — «До того, как») — песня британский поп-группы Pet Shop Boys. В 1996 году она вышла в качестве первого сингла с альбома «Bilingual» и достигла седьмого места в британском музыкальном чарте.

## Список композиций

### CD Parlophone (UK)
1. «Before»
2. «The Truck Driver And His Mate»
3. «Hit And Miss» (4:06)
4. «In The Night’95»
5. «Before» (Classics Paradise Mix)
6. «Before» (Aphrosidiacs Mix)
7. «Before» (Hed Boys Mix)
8. «Before» (Extended Mix)
9. «Before» (Danny Tenagila Mix)

### 5" CD-Maxi Single (EMI) / (US)
1. «Before» (Album Version) (4:05)
2. «Before» (D.T.'s After Mix) (8:46)
3. «Before» (Classic Paradise Mix Love to Infinity) (7:56)
4. «Before» (Joey Negro’s Hed Boys Mix) (7:35)
5. «Before» (Joey Negro’s Before Dub) (4:55)
6. «Before» (Tenagilia’s Underground Mix) (7:17)
7. «Before» (Tenaglia’s Bonus Beats) (4:03)
8. «Before» (B.T.'s Twilo Dub) (8:57)
9. «Before» (Tenglia’s Bonus Dub) (4:03)

### CD (Atlantic) / (US)
1. «Before» (Album Version) (4:05)
2. «The Truck Driver And His Mate»
3. «Hit And Miss» (4:06)

## Высшие позиции в чартах
| Страна, чарт                              | Высшая позиция |
| ----------------------------------------- | -------------- |
| Финляндия                                 | 4              |
| Латвия                                    | 4              |
| Нидерланды                                | 2/4            |
| Сингапур                                  | 5              |
| Великобритания                            | 7              |
| Швеция                                    | 10             |
| Италия                                    | 16             |
| Австралия                                 | 25             |
| Швейцария                                 | 31             |
| Австрия                                   | 38             |
| Германия                                  | 45             |
| США (чарт Bubbling Under Hot 100 Singles) | 7              |
| США (чарт Hot Dance Club Play)            | 1              |